# Royal Enfield
Royal Enfield fou una marca anglesa de motocicletes, bicicletes, tallagespes i motors, fabricats per l'empresa The Enfield Cycle Company Limited de Redditch, Worcestershire. L'empresa va fer servir també la marca Enfield, sense "Royal".
La primera motocicleta Royal Enfield es va produir el 1901. L'Enfield Cycle Company és responsable del disseny i la producció original de la Royal Enfield Bullet, el disseny de motocicleta més durador de la història.
La divisió de recanvis de Royal Enfield es va vendre el 1967 a Velocette, la qual es va beneficiar de l'acord durant tres anys fins al seu tancament a començaments de 1971. Aquell mateix 1967, la divisió restant de motocicletes d'Enfield va passar a formar part de Norton Villiers, corporació que va acabar tancant el 1978. Des del 1999, la marca Royal Enfield s'ha tornat a fer servir a les motocicletes que fabrica a l'Índia l'antiga filial de l'empresa, Enfield of India.

## Història

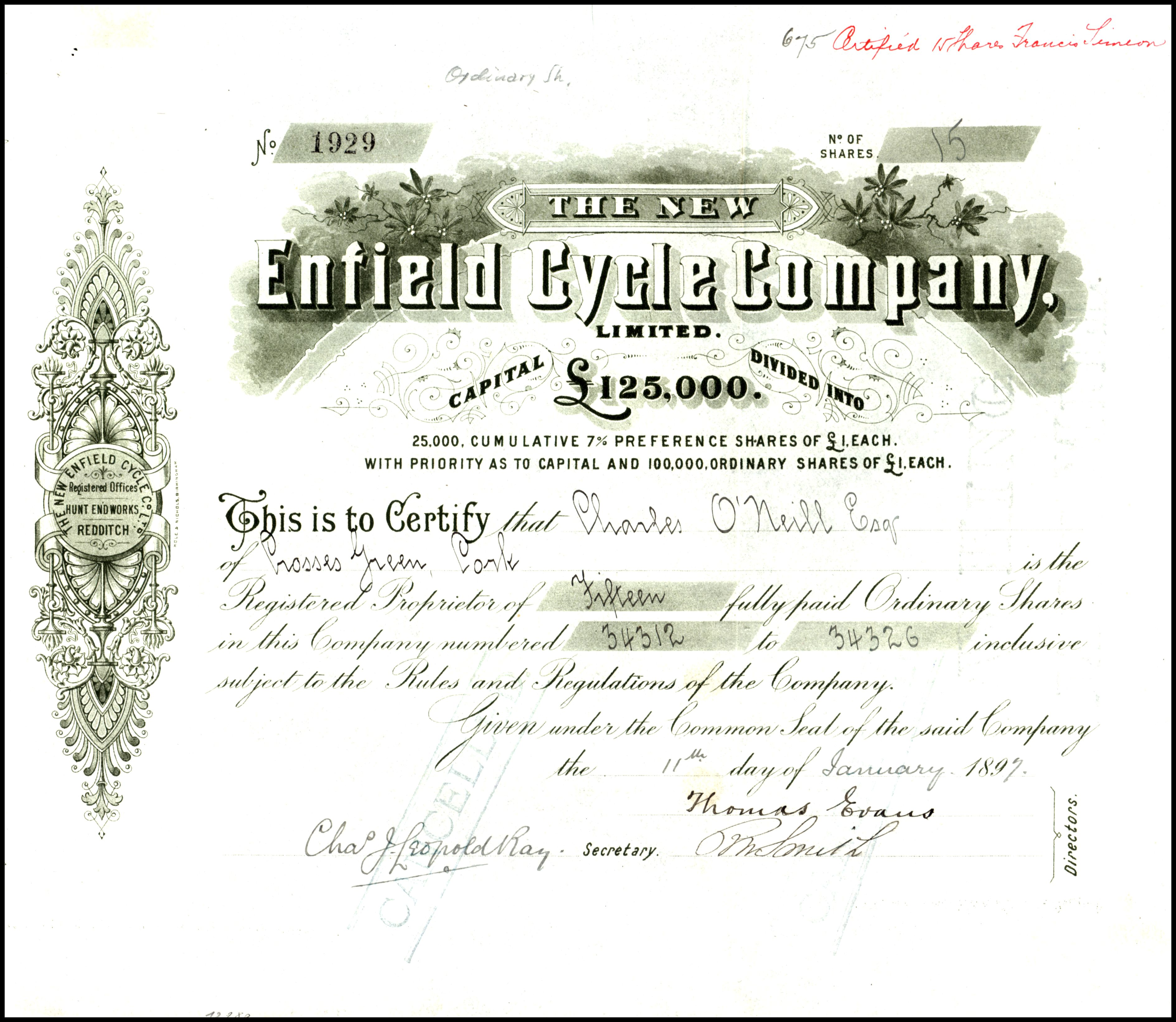
Acció de "The New Enfield Cycle Company" de gener de 1897

El 1851, George Townsend va crear un negoci de fabricació d'agulles de cosir a Redditch. El 1882, el seu fill, de nom també George, va començar a produir components per a fabricants de bicicletes, entre ells sellons i forquilles. El 1886, l'empresa ja venia bicicletes completes amb els noms de Townsend i Ecossais. Aquest negoci va patir un col·lapse financer el 1891 i els banquers que n'esdevingueren nous propietaris escolliren Albert Eadie, director comercial de Birmingham's Perry & Co Ltd (un fabricant de plomes que havia començat a subministrar components per a bicicletes) i Robert Walker Smith, enginyer de D. Rudge & Co, per a dirigir-lo. Més tard, el 1892, la firma es va reflotar i es va reanomenar Eadie Manufacturing Company Limited; tenia la seu a Snow Hill, Birmingham.
Quan Eadie aconseguí contractes per a subministrar peces de precisió per a les armes de foc que fabricava la Royal Small Arms Factory, establerta de feia molt pel govern britànic a Enfield, Middlesex (amb una filial a Sparkbrook, Birmingham), adoptà com a marca el nom de Royal Enfield. El 1896, l'empresa va incorporar una nova filial, The New Enfield Cycle Company Limited, per tal de gestionar la major part de la feina relativa a les bicicletes. El 1897, Enfield, que llavors feia bicicletes completes i peces per a altres fabricants, es va fer càrrec de tota la feina de muntatge de bicicletes d'Eadie.
Enfield es va diversificar en motocicletes (1901) i automòbils (1902). El departament d'automòbils es va incorporar a una filial independent, Enfield Autocar Company Limited, constituïda el 1906 i establerta en una nova fàbrica al districte de Hunt End, a Redditch. Tanmateix, després de només 19 mesos Enfield Autocar va suposar una pèrdua substancial i, a part del propi Eadie, cap més accionista no estava disposat a aportar-hi més capital, de manera que a començaments de 1907 Eadie va vendre la seva part d'Eadie Manufacturing, amb la divisió de components de bicicleta inclosa, a la Birmingham Small Arms Company (BSA). La planta i les existències d'Enfield Autocar es van vendre a la societat Alldays & Onions Pneumatic Engineering de Birmingham. Enfield Cycle Company es va quedar els locals de Hunt End.
Albert Eadie i Robert Walker Smith varen ser nomenats consellers de BSA abans que la proposta de venda es traslladés als accionistes. Uns anys més tard, el president de BSA va dir als accionistes que l'adquisició «havia obrat meravelles per al departament de bicicletes». El nou negoci combinat de BSA i Eadie fabricava «rifles militars i esportius, bicicletes i components per a bicicletes, vehicles de motor, etc.» Eadie, però, conservà una identitat separada fins al 1957, quan Raleigh va comprar la divisió de bicicletes de BSA, ja que al costat dels accionistes principals de BSA n'hi havia encara uns quants d'Eadie.
Frank Walker Smith (1888-1962), fill gran de Robert Walker Smith, es va incorporar a Enfield Cycle Company el 1909. Nomenat director general (juntament amb el seu pare) el 1914, va assumir la responsabilitat total de l'empresa quan el seu pare es va morir el 1933.
El 1955, Enfield Cycle Company es va associar amb Madras Motors a l'Índia per a constituir-hi Enfield of India, amb seu a Chennai (antiga Madràs), i va començar a muntar la Royal Enfield Bullet de 350 cc a Chennai. Les primeres unitats es van muntar a partir de components importats d'Anglaterra. A partir de 1957, Enfield of India va adquirir les màquines necessàries per a fabricar els components a l'Índia i, des del 1962, tots els components es van fabricar ja en aquell país.

### Final de l'empresa

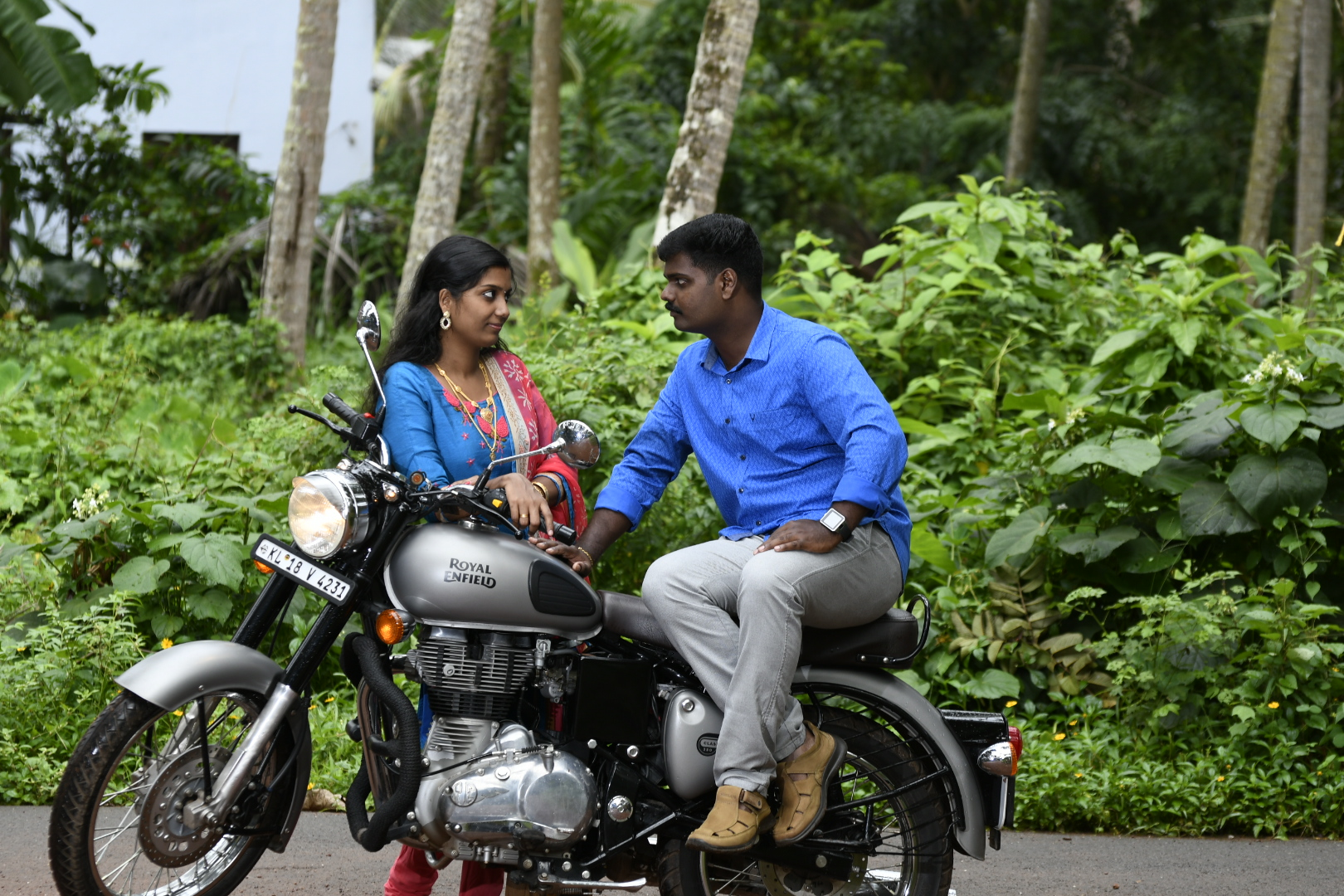
Una parella índia amb la seva Royal Enfield el 2018

Amb la mort de Frank Walker Smith, els inversors E & HP Smith van adquirir Enfield i la van revendre el 1967 a Norton Villiers per 82.500 lliures esterlines. Norton Villiers va adquirir el 33% d'Enfield India, però no pas els actius de les divisions de motors dièsel, bicicletes i recanvis d'Enfield.
Royal Enfield va produir bicicletes a la fàbrica de Redditch fins que va tancar a començaments de 1967. El darrer model de bicicleta nou de la companyia va ser la 'Revelation' de roda petita, llançada el 1965. La producció de motocicletes va cessar el 1970 i l'empresa original, amb seu a Redditch, es va dissoldre finalment el 1971.
La divisió de peces de recanvi de Royal Enfield es va vendre a Velocette el 1967, la qual es va beneficiar de l'acord fins al punt que la companyia en el seu conjunt va sobreviure durant tres anys més, fins al seu tancament a començaments de 1971. CC Cooper, un comerciant de metalls de West Bromwich, en va continuar produint una limitada gamma de peces de recanvi durant un curt període amb el suport d'un petit equip d'enginyers.
Enfield of India va continuar produint la 'Bullet' i va començar a comercialitzar les seves motos sota la marca 'Royal Enfield' el 1999. El propietari de la marca comercial, David Holder, va presentar una demanda per l'ús de 'Royal' que va ser resolta a favor d'Enfield of India, la qual segueix produint actualment motocicletes amb el nom de Royal Enfield. Entre els models produïts i comercialitzats a l'Índia hi ha diverses versions de Cafe racers, "Cruisers", "Retros" i "Adventure Tourers".

## Producció
El 1899, Royal Enfield produí un quadricicle (una bicicleta modificada mitjançant l'addició d'una estructura de quatre rodes que conservava un únic selló al darrere i manillar i afegia un seient frontal per al passatger) impulsat per un motor posterior De Dion. Després d'experimentar amb un bastidor de bicicleta pesat equipat amb un motor Minerva subjectat al tub frontal, Enfield va construir la seva primera motocicleta el 1901; duia un motor de 239 cc.
El 1903, l'empresa va presentar un cotxe lleuger impulsat per un motor francès Ader V-twin o bé un de monocilíndric De Dion. El 1906, la producció d'automòbils es va transferir a una nova empresa, l'Enfield Autocar Co Ltd, amb locals a Hunt End, Redditch. La companyia independent només va durar fins al 1908, quan va ser adquirida per Alldays & Onions. El 1907, Enfield es va fusionar amb Alldays & Onions Pneumatic Engineering Co. de Birmingham i va començar a fabricar l'automòbil Enfield-Allday.
El 1910, Royal Enfield feia servir motors Motosacoche V-Twin de 297 cc amb transmissió directa per corretja, canviats el 1911 per uns altres de 344 cc amb transmissió per cadena i canvi de dues velocitats Enfield. La marca va contractar el pilot de Matchless Bert Colver per a competir a la cursa  lightweight del TT de l'illa de Man de 1911.
El 1912 es va presentar el conjunt amb sidecar anomenat Royal Enfield Model 180, amb un motor JAP V-twin de 770 cc que s'havia fet competir amb èxit al TT de Man i a Brooklands. Enfield va desenvolupar un prototip per al següent Model 140 de 425 cc, llançat el 1913. El prototip va esdevenir el primer model de motor bicilíndric en V fabricat per Enfield mateixa, també de 344 cc, amb tub escapament lateral.

### Primera Guerra Mundial
El 1914 Enfield va subministrar un gran nombre de motocicletes al Departament de Guerra Britànic i també va obtenir un contracte de fabricació de motocicletes per al govern imperial rus. Enfield emprava els seus propis motors de 225 cc de dos temps i V-twin de 425 cc. La firma va produir també un model de sidecar de 8 CV equipat amb una metralladora Vickers.

### Període d'entreguerres
El 1921, Enfield va desenvolupar un nou model bicilíndric de 976 cc i el 1924 va llançar el primer monocilíndric Enfield de quatre temps de 350 cc, amb motor JAP.
El 1928, Royal Enfield va començar a emprar dipòsits de benzina del tipus "bulbós" amb selló incorporat i forquilles frontals de molles, una de les primeres empreses a fer-ho. Tot i que el negoci entrà en pèrdues durant la Gran Depressió de la dècada del 1930, la companyia va poder resistir gràcies a les seves reserves.
El 1931 es va morir Albert Eadie, un dels fundadors, i el seu soci R.W. Smith ho va fer el 1933.

### Segona Guerra Mundial

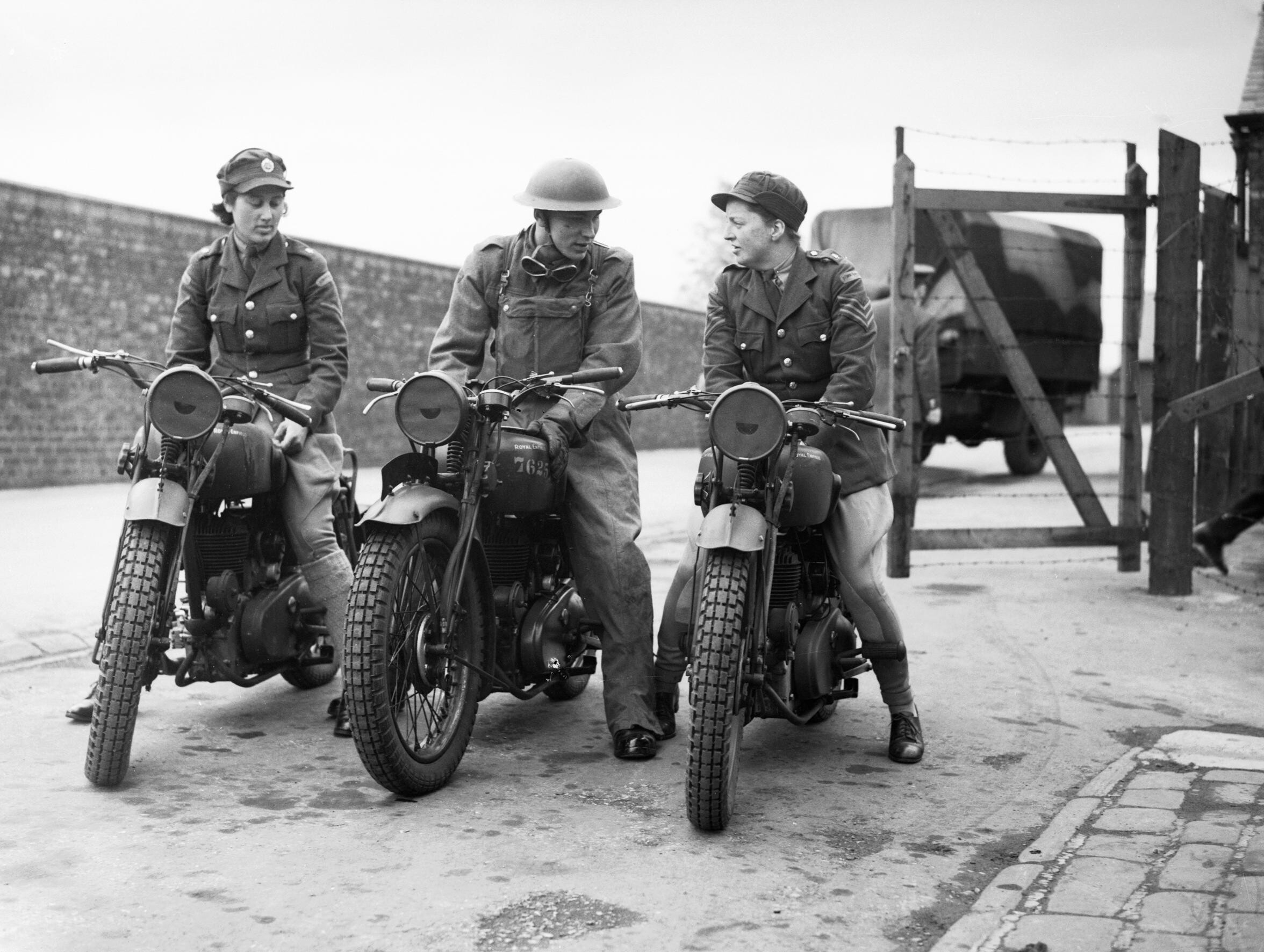
Dues missatgeres militars i el seu instructor amb sengles Royal Enfield a York, el 1941

Durant la Segona Guerra Mundial, The Enfield Cycle Company va ser cridada per les autoritats britàniques a desenvolupar i fabricar motocicletes militars. Els models produïts per als militars varen ser els WD/C 350 cc de vàlvula lateral, WD/CO 350 cc OHV, WD/D 250 cc SV, WD/G 350 cc OHV i WD/L 570 cc SV. Una de les Enfield més conegudes va ser la Royal Enfield WD/RE de 2 temps de 125 cc, dissenyada per a ser llançada en paracaigudes amb les tropes aerotransportades.
Per tal d'establir una instal·lació invulnerable durant els bombardejos alemanys a les Midlands, a partir del 1942 es va crear una fàbrica subterrània en una pedrera de pedra de Bath en desús a Westwood, prop de Bradford-on-Avon, Wiltshire. S'hi van traslladar molts efectius de personal des de Redditch i es va construir una finca de cases prefabricades a Westwood per tal d'allotjar-los-hi.
A més de les motocicletes, Enfield va fabricar altres tipus d'equipament per a l'esforç bèl·lic, com ara "predictors" mecànics per a l'artilleria antiaèria: la fabricació d'aquests equips d'alta precisió tenia l'avantatge de la temperatura constant existent a la fàbrica subterrània. Després de la guerra, la fàbrica va continuar tot centrant-se en la fabricació de motors i el mecanitzat d'alta precisió. Després de cessar la producció de motocicletes Royal Enfield, les activitats d'enginyeria de precisió van continuar fins a la desaparició final de la companyia.

### Postguerra
En temps de postguerra, Royal Enfield va reprendre la producció dels monocilíndrics OHV Model G de 350 cc i Model J de 500 cc, amb bastidor posterior rígid i forquilles telescòpiques anteriors. Es tractava de models bàsics per a anar a treballar, en una època amb molta necessitat de transport. També es van posar a la venda un gran nombre de monocilíndriques militars re-condicionades com ara la Model C SV i la Model CO OHV, ja que diversos estaments militars les van vendre com a excedent.
El 1948 es va desenvolupar un innovador sistema consistent a suspensió posterior de molles, inicialment per als models de competició de trial, però aviat es va incloure al model de carretera Bullet 350 cc, una monocilíndrica OHV. La Bullet era una moto molt popular, ja que oferia una conducció confortable. Poc després en va aparèixer una versió de 500 cc. Més tard, Enfield va vendre els drets de fabricació, plantilles, matrius i eines d'una versió de la Bullet de mitjan dècada de 1950 a l'Índia per a ser fabricada allà. Des d'aleshores, diferents versions desenvolupades a partir d'aquell primer model continuaren fins als nostres dies.
El 1949 van aparèixer les versions dels actualment populars motors bicilíndrics en paral·lel Royal Enfield. La versió de 500 cc va ser la precursora d'una gamma que incloïa les Royal Enfield Meteor, Super Meteor 700 cc i Constellation 700 cc. El seu bon rendiment a un cost reduït feia que es venguessin àmpliament, encara que sense gaire repercussió publicitària. La Royal Enfield Constellation Twin, de 700 cc, ha estat descrita com a la primera superbike.

### Les Indian Enfield
Entre el 1955 i el 1959, la Brockhouse Corporation va comercialitzar als EUA sota la marca Indian unes Royal Enfield pintades de vermell. Brockhouse tenia el control de l'Indian Sales Corporation (i, per tant, d'Indian Motorcycles) i havia deixat de fabricar totes les Indian americanes a la seva fàbrica de Springfield (Massachusetts) el 1953. Però els clients nord-americans no van quedar impressionats per l'operació de badge engineering i l'acord de màrqueting va finalitzar el 1960. A partir del 1961, Royal Enfield tornava a ser disponible als EUA amb el seu propi nom. La 'Indian' més grossa d'Enfield era una bicilíndrica de 700 cc anomenada Chief, com els models predecessors nord-americans.

### Models de 250 cc

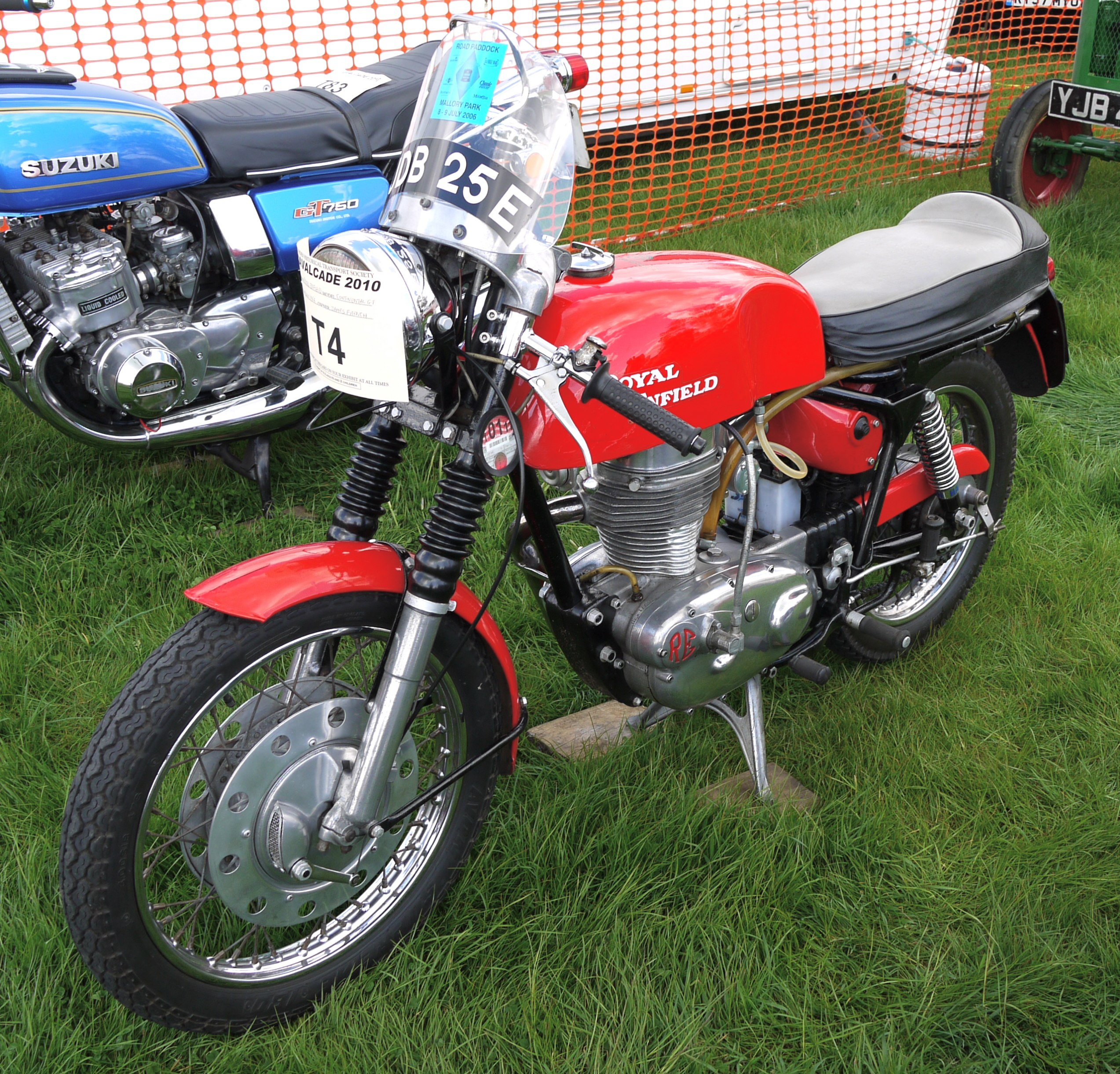
Royal Enfield Continental GT 250 de 1966 amb pantalla anterior

La cilindrada dels 250 cc era important al Regne Unit, ja que era el motor més gran que podia conduir un "aprenent" sense passar cap examen. Al tombant de la dècada del 1950, Royal Enfield en va produir diversos models, entre ells un de velocitat, la 'GP', i un de motocròs (anomenat aleshores scramble al Regne Unit), la 'Moto-X', que feia servir un xassís de Crusader modificat, forquilles anteriors link i motor Villiers Starmaker.
La Clipper era una moto bàsica de turisme i la més venuda era la Crusader, una monocilíndrica OHV de 248 cc que lliurava 18 CV. El 1965 se'n va llançar una variant de 21 CV anomenada Continental GT, amb dipòsit vermell de fibra de vidre (GRP), caixa de canvis de cinc velocitats -opcional també a la Crusader-, manillar doble de competició, reposapeus anteriors, tub d'escapament especial i selló amb gepa posterior. Es va vendre bé gràcies el seu estil de moto de competició que incloïa detalls com ara la pantalla de vidre anterior que recordava una placa porta-número i que servia de suport de la matrícula. Com a opció hi havia disponible un carenat esportiu complet Avon 'Speedflow', en colors vermell i blanc de fàbrica complementaris.
Altres models de 250 cc eren les Olympic i les Super 5 250, destacades per l'ús de suspensió anterior link (tots els altres models de carretera de 250 cc duien forquilles telescòpiques convencionals) i la 250 'Turbo Twin', equipada amb el motor bicilíndric Villiers de 247 cc de dos temps.
La Royal Enfield GP de producció es va fer debutar en competició al Manx Grand Prix al setembre de 1964. Desenvolupat conjuntament amb el director de l'equip de curses de Royal Enfield, Geoff Duke, la seva primera aparició pública va ser a l'Earls Court Show de novembre d'aquell mateix any. Tenia un xassís de tub dúplex, forquilles anteriors link i conjunt de dipòsit i seient d'una sola peça. El seu motor de dos temps de 250 cc era similar al d'altres motos de carrera de petita cilindrada oferts pels rivals Greeves, Cotton, DMW i, particularment, Villiers, empresa que proporcionava els motors per a aquests i molts altres fabricants i constructors de motocicletes, entre ells el motor de competició 'Starmaker' que feien servir la Scorpion i la Sprite de motocròs.

### Royal Enfield Interceptor

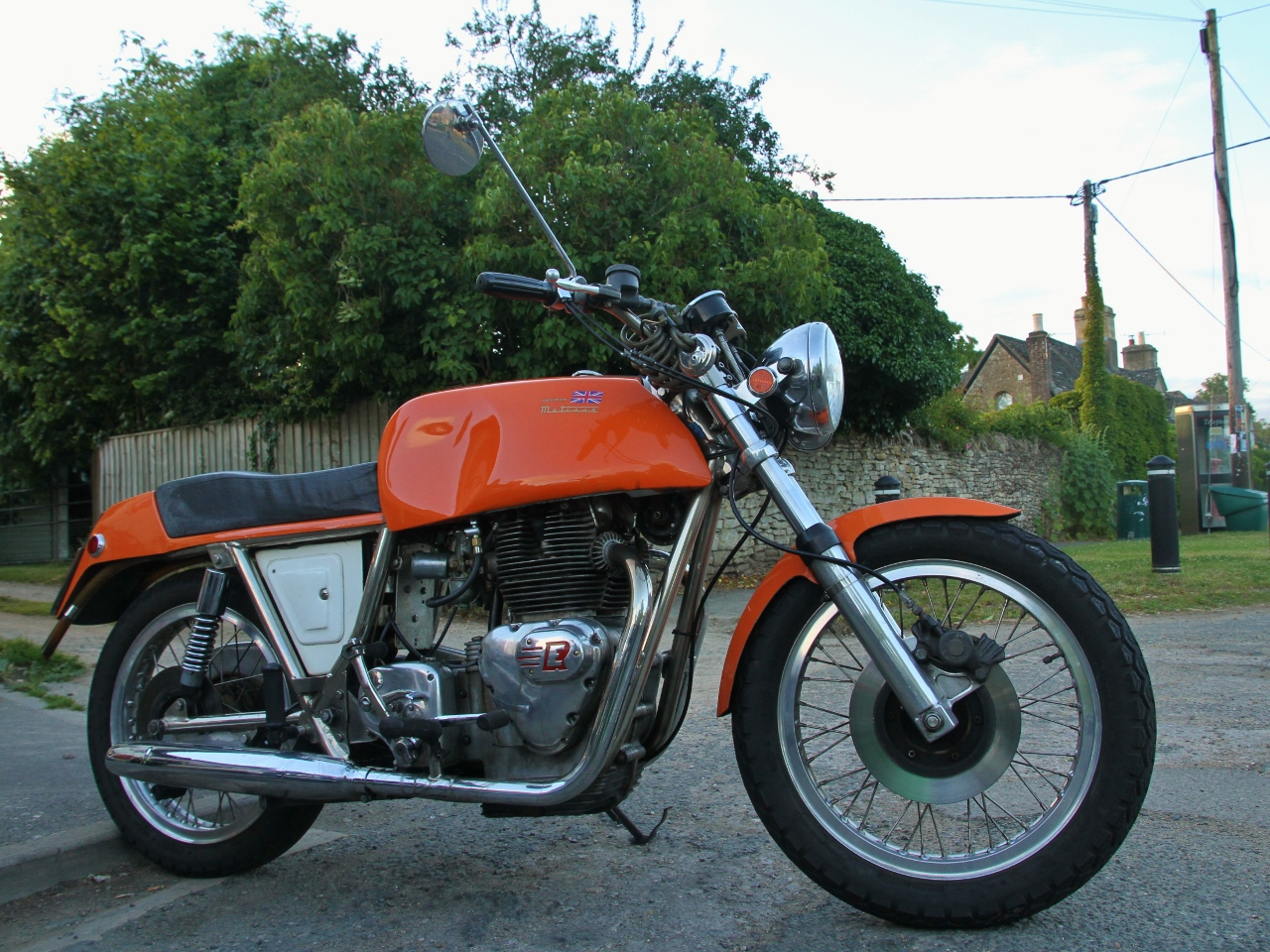
Una Rickman Enfield (ca. 1970)

Durant l'ofensiva empresarial dels fabricants japonesos al tombant de la dècada del 1960, les fàbriques angleses van fer un últim intent amb la Interceptor de 692 cc el 1960–1961, seguida entre el 1962 i el 1968 per les Interceptor de les sèries I i II de 736 cc. Fabricada principalment per al mercat nord-americà, d'aspecte polit i cromat, oferia un alt rendiment i podia córrer un quart de milla en menys de 13 segons a velocitats força superiors als 175 km/h. Va esdevenir molt popular als EUA, però el típic error de no poder donar abast a la seva alta demanda va provocar la desaparició d'aquesta darrera Royal Enfield anglesa.
La fàbrica de Redditch va deixar de produir el 1967 i la de Bradford-on-Avon es va tancar el 1970, cosa que va significar la fi de la Royal Enfield britànica. Després de tancar la fàbrica, el 1970, una mica més de dos-cents motors Interceptor de la Sèrie II van quedar varats al moll. Aquests motors anaven de camí als Estats Units, per a satisfer una comanda del preparador Floyd Clymer, però com que Clymer s'acabava de morir, els seus agents d'exportació (Mitchell's, de Birmingham) se'n van fer càrrec. Mitchell's va contactar emb els germans Rickman en cerca de xassissos. Com que el principal problema dels Rickman havia estat sempre el subministrament de motors, en aconseguir de cop tots aquests van fabricar de seguida un nombre limitat de motocicletes "Rickman Interceptor".
Pel que fa a la marca de motocicletes, però, considerant que la branca índia encara és activa, hom podria dir que Royal Enfield és l'única marca de motocicletes que ha abastat tres segles i continua en funcionament, amb una producció contínua. El 2009 encara restaven dempeus alguns edificis originals de la fàbrica de Redditch, dins el polígon industrial d'Enfield ("Enfield Industrial Estate").

### Galeria de models

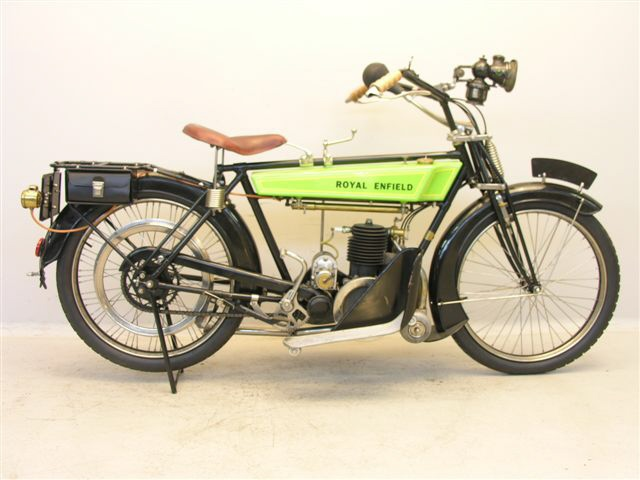
Royal Enfield 225 de 1923
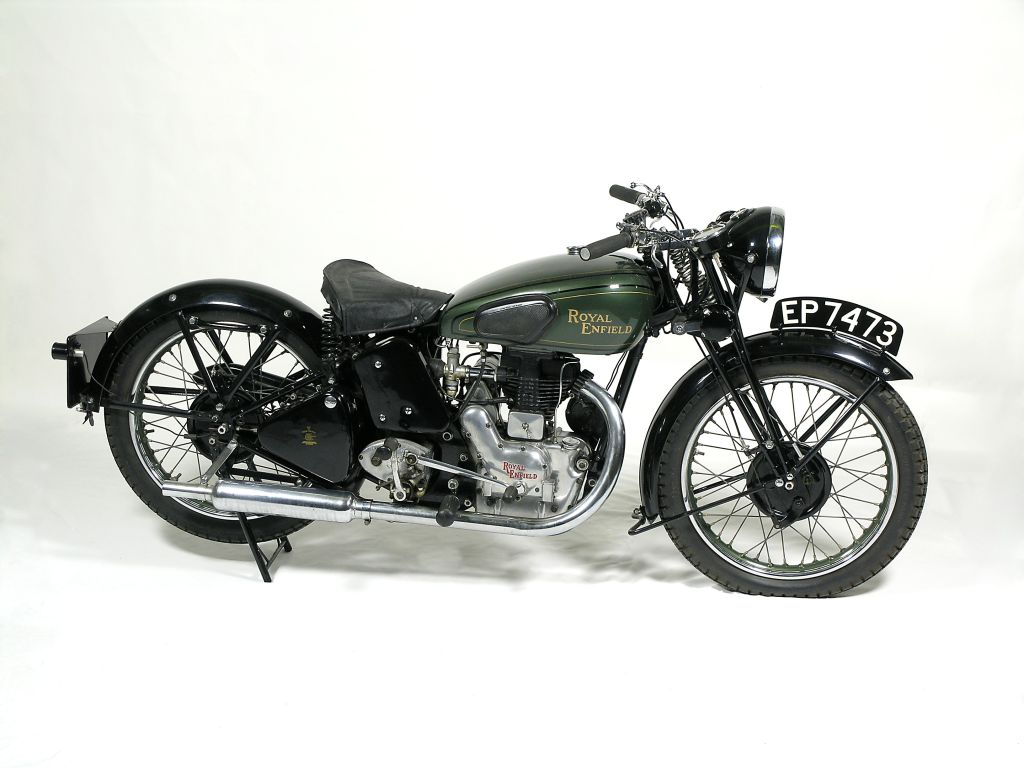
Royal Enfield 250 11F de 1939
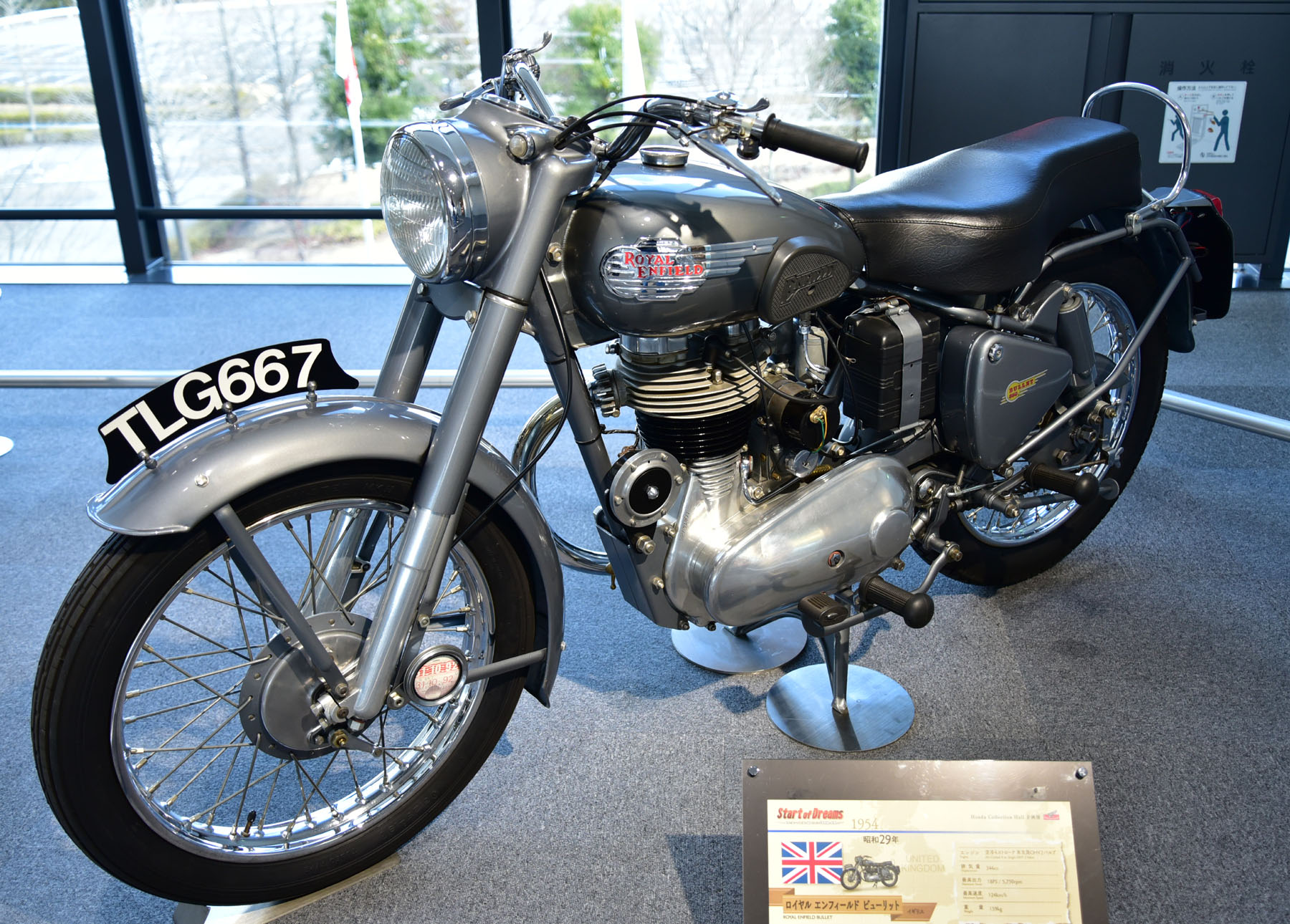
Royal Enfield Bullet de 1954
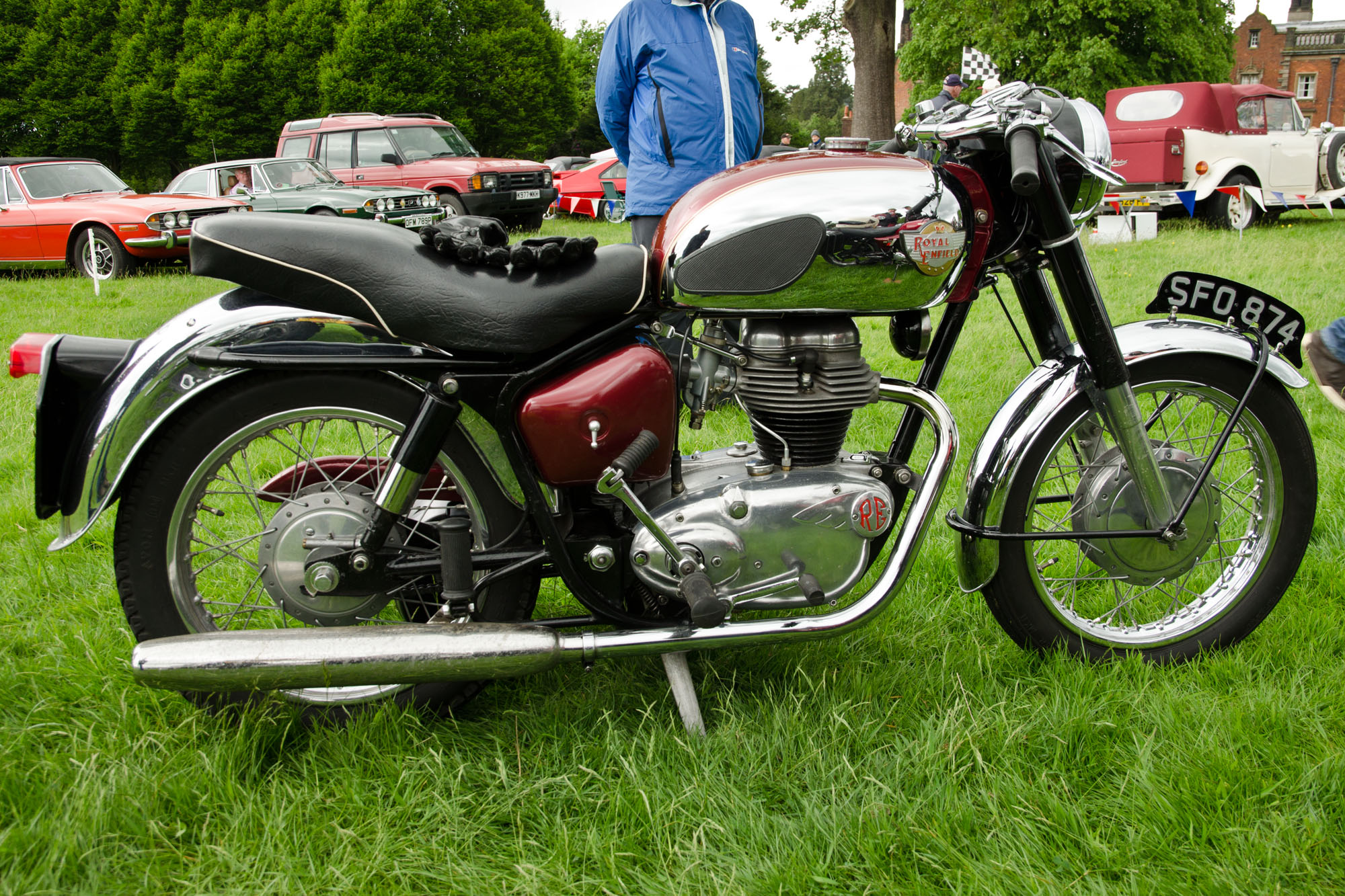
Royal Enfield Crusader 250 de 1959
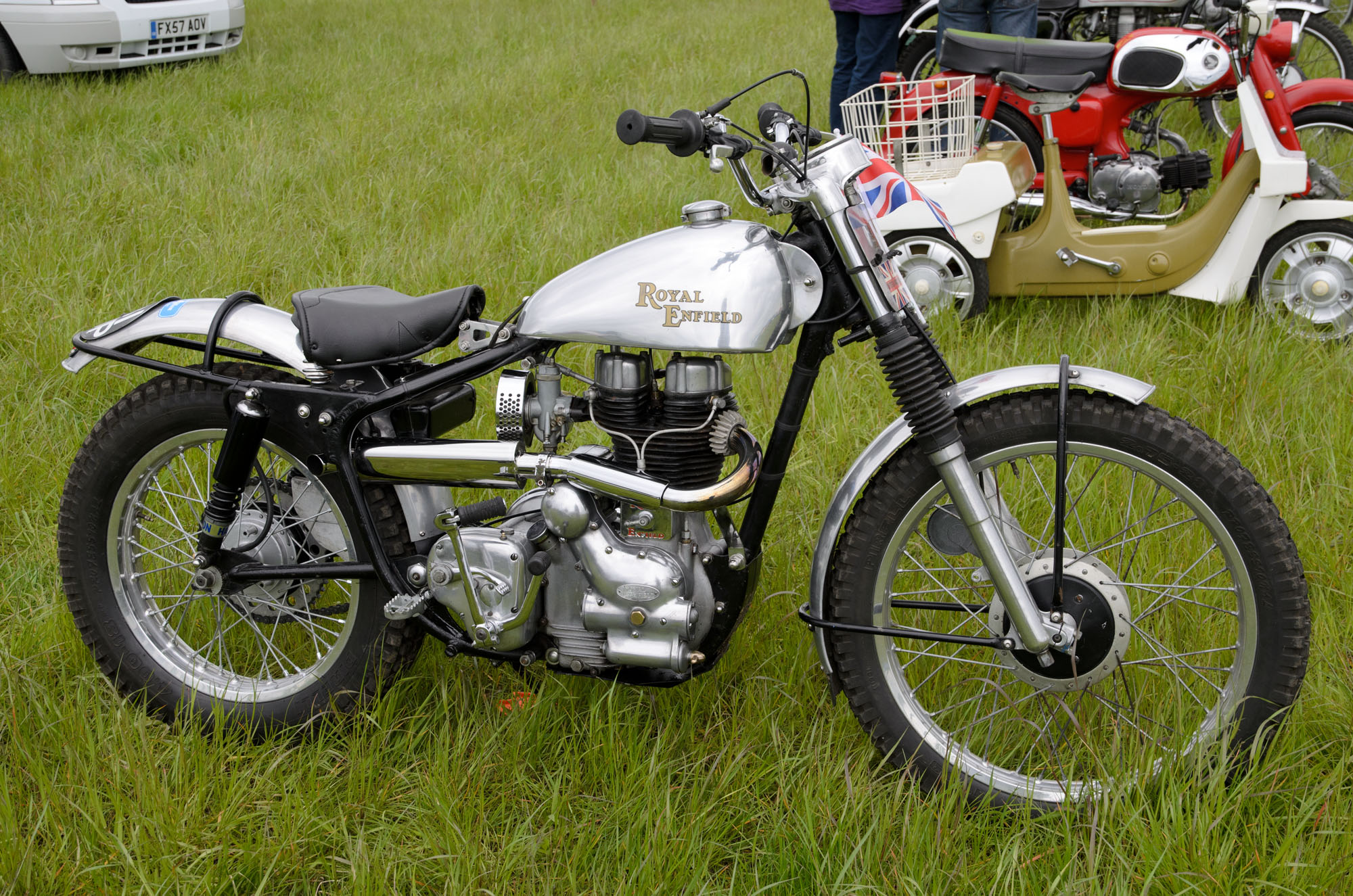
Royal Enfield 350 de trial de 1959
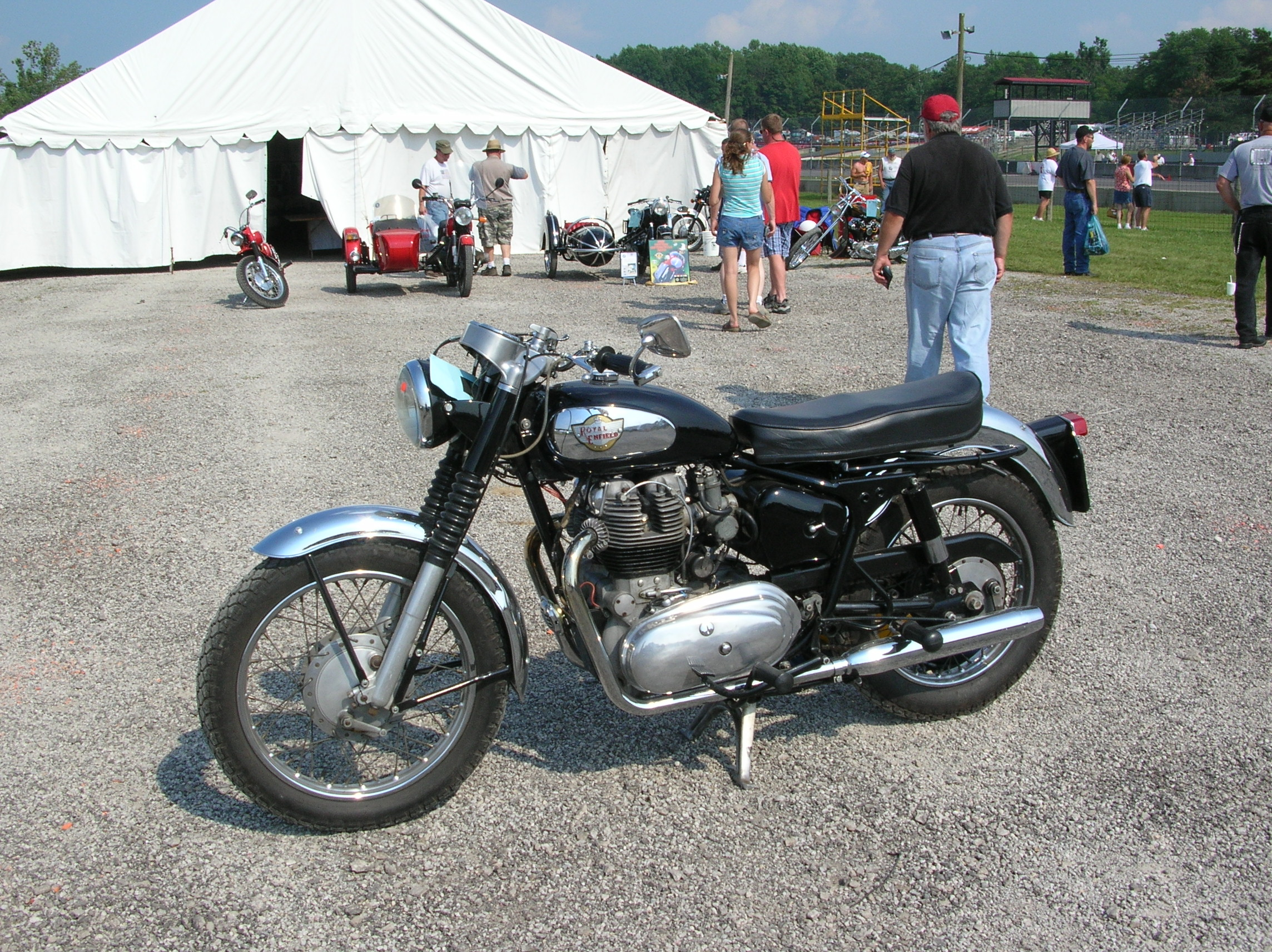
Royal Enfield Interceptor 750 S1A de 1967

## La Royal Enfield índia

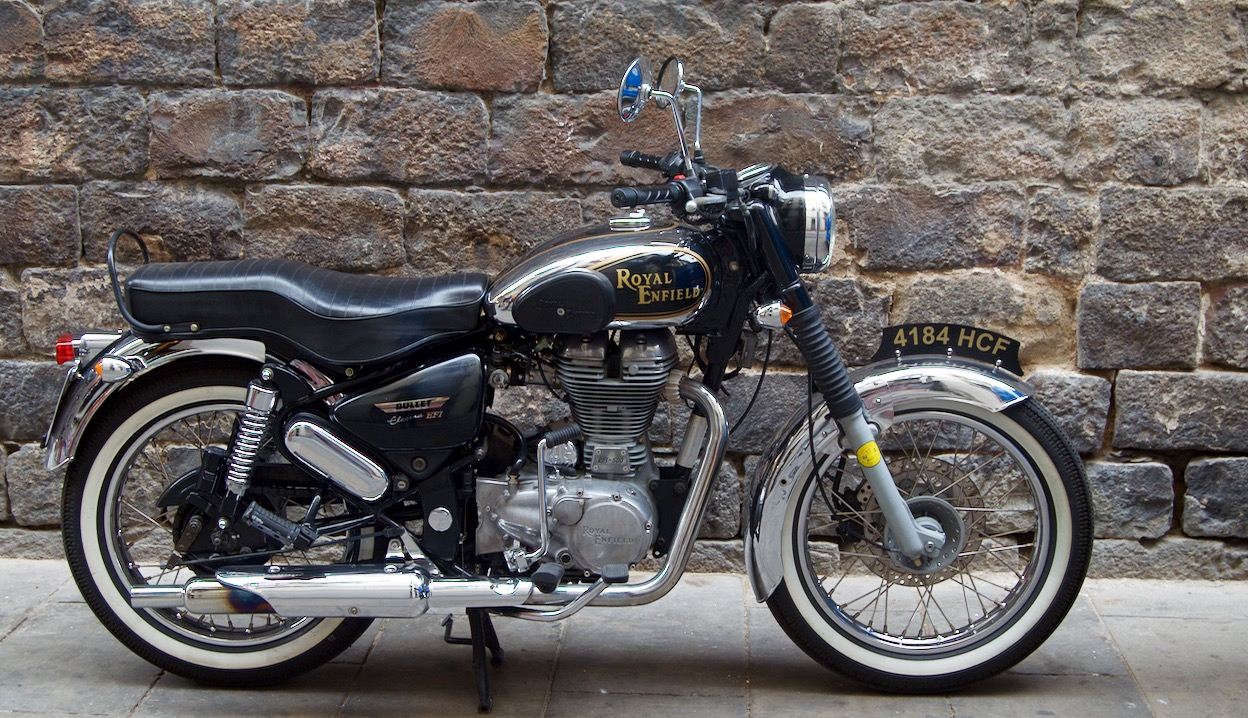
Una Royal Enfield Bullet 500 Electra EFI, feta a l'Índia, davant Santa Maria del Pi a Barcelona

Fins al 1970 les dues fàbriques, la de Redditch i la de l'Índia, van anar fabricant la Bullet, però el 1970, la fàbrica de Redditch va deixar de produir mentre tota la producció de motocicletes es va mantenir a l'Índia. Durant uns anys, les Royal Enfield índies només es venien al seu país, però a partir del 1979 l'empresa va començar a exportar a Europa. El 1994, l'empresa es va fusionar amb Eicher Group, una de les indústries més potents en màquines, vehicles i components. Royal Enfield té diverses plantes situades a l'Índia i exporta a més de 40 països diferents, principalment a Europa, Amèrica i Austràlia.
Actualment, a l'Índia es produeixen els següents models de motocicleta Royal Enfield:
| - Bullet - Bullet Twinspark - Bullet Electra Twinspark - Bullet Electra Efi - Bullet Electra Deluxe - Bullet 500 | - Classic - Classic Desert Storm - Classic Chrome - Classic Batle Green - Classic 500 - Classic 350 | - Thunderbird - Thunderbird 350 - Thunderbird 500 - Twin 650 - Interceptor 650 - GT Continental 650 |